# 대한민국 형사소송법 제403조
대한민국 형사소송법 제403조는 판결 전의 결정에 대한 항고에 대한 형사소송법의 조문이다.

## 조문
제403조(판결 전의 결정에 대한 항고) ① 법원의 관할 또는 판결 전의 소송절차에 관한 결정에 대하여는 특히 즉시항고를 할 수 있는 경우 외에는 항고하지 못한다.
②전항의 규정은 구금, 보석, 압수나 압수물의 환부에 관한 결정 또는 감정하기 위한 피고인의 유치에 관한 결정에 적용하지 아니한다.

## 해설

### '판결 전의 소송절차에 관한 결정'
1. 증거신청에 대한 기각결정
2. 국선변호인신청에 대한 기각결정
3. 공소장변경허가결정

### 기타 항고가 허용되지 않는 경우
1. 구속적부심사청구에서의 기각결정이나 석방결정(제214조의2 제8항)
2. 재정신청사건에 대한 결정(제262조 제4항)
3. 대법원의 결정
4. 항고법원 또는 고등법원의 결정(제415조)
5. 수임판사의 결정(단, 증거보전청구기각결정만은 항고가 가능)

## 참고 문헌
- 손동권 신이철, 새로운 형사소송법(초판, 2013), 세창, 2013. ISBN 9788984114081